# Cecilia av York
Cecilia av York, född i Westminster Palace 1469, död 1507, var en engelsk prinsessa, dotter till kung Edvard IV av England och Elisabet Woodville. Hon gifte sig på ett okänt datum med Ralph Scrope av Upsall; år 1487 med John Welles, 1:e Viscount Welles, och omkring 1503 med Thomas Kymbe. 

## Biografi
Cecilia förlovades 1474 med den framtide Jakob IV av Skottland, och kallades därefter "Prinsessa av Skottland" vid hovet. Trolovningen var dock impopulär i England och bröts så småningom av politiska skäl. Cecilia närvarade vid hennes bror hertigens av York bröllop 1478 och fick tillsammans med sin syster Mary orden Lady of the Garter 1480. År 1482 förlovades hon med Alexander Stuart, 1:e hertig av Albany (död 1485), bror till Jakob III av Skottland, men vid faderns död 1483 förändrades hela hennes ställning på äktenskapsmarknaden och planerna upphävdes. 
Det gick rykten om att Rikard III av England planerade att gifta sig med en av sina brorsdöttrar, antingen Cecilia eller Elisabet, vid sin fru Anne Nevilles död 1485. Endast hennes äldre två systrar förklarades illegitima då hennes bröder uteslöts från tronföljden. Vid en okänd tidpunkt gifte sig Cecilia med en av Rickards anhängare, Ralph Scrope av Upsall (död 1515), men äktenskapet annullerades på begäran av hennes svåger, Henrik VII av England, efter hans tronbestigning 1485. 

### Första äktenskapet
Innan den blivande Henrik VII av England landsteg i England och erövrade tronen, förklarade han i Frankrike, att han skulle gifta sig med en av Edvard IV:s döttrar efter att han besteg tronen. Han förklarade då att hans första val var Elisabet och hans andra val Cecilia. Cecilia gifte sig 1487 med Henriks halvmorbror, anhängare och favorit John Welles, 1:e Viscount Welles (1499). Hon ska ha sörjt svårt och uppriktigt vid makens död 1499. Cecilia deltog aktivt i hovlivet och närvarade vid högtider och ceremonier; hon bar tronföljaren till dopet 1486, deltog vid sin systers kröning till drottning och bar släpet åt Katarina av Aragonien vid tronföljarens bröllop. Hon lånade sin syster drottningen pengar 1502. 

### Andra äktenskapet
Någon gång mellan 1502 och 1504 gifte hon sig med Thomas Kyme, en lantbo från Isle of Wight. Kyme ägde en herrgård men saknade status, och Cecilia tros ha valt honom helt efter egen smak och gift sig med honom för nöjes skull. Hon gifte sig i hemlighet och utan Henrik VII:s tillåtelse, men hon utgick ifrån att ett äktenskap med en person utan status innebar ett så lågt hot mot kungen att hon inte tog någon större risk. Då Henrik VII fick höra om vigseln lät han förvisa Cecilia från hovet och konfiskera hennes egendom. Hon återfick några av sina gods efter ett ingripande av Lady Margaret Beaufort, men fick i fortsättningen endast en personlig inkomst från dem under sin livstid; efter hennes död skulle de återgå till kronan i stället för att ärvas av hennes man eller eventuella barn. 
Cecilia återvände aldrig till hovet utan levde resten av sitt liv på East Standen på Isle of Wight, och information saknas om hennes fortsatta liv. Hon tycks ha fått två barn, Richard och Margaret, med sin sista man, men de var inte på något sätt medlemmar av kungahuset och fick varken egendomar eller något som helst erkännande av hovet utan levde sina liv som privatpersoner.